# Eisenbahnunfall von Hallingskeid
Bei dem Eisenbahnunfall von Hallingskeid brannte am 16. Juni 2011 im Bahnhof Hallingskeid an der Bergensbane ein Zug aus, als er in einer brennenden Schneeschutz-Galerie zum Stehen kam.

## Ausgangslage

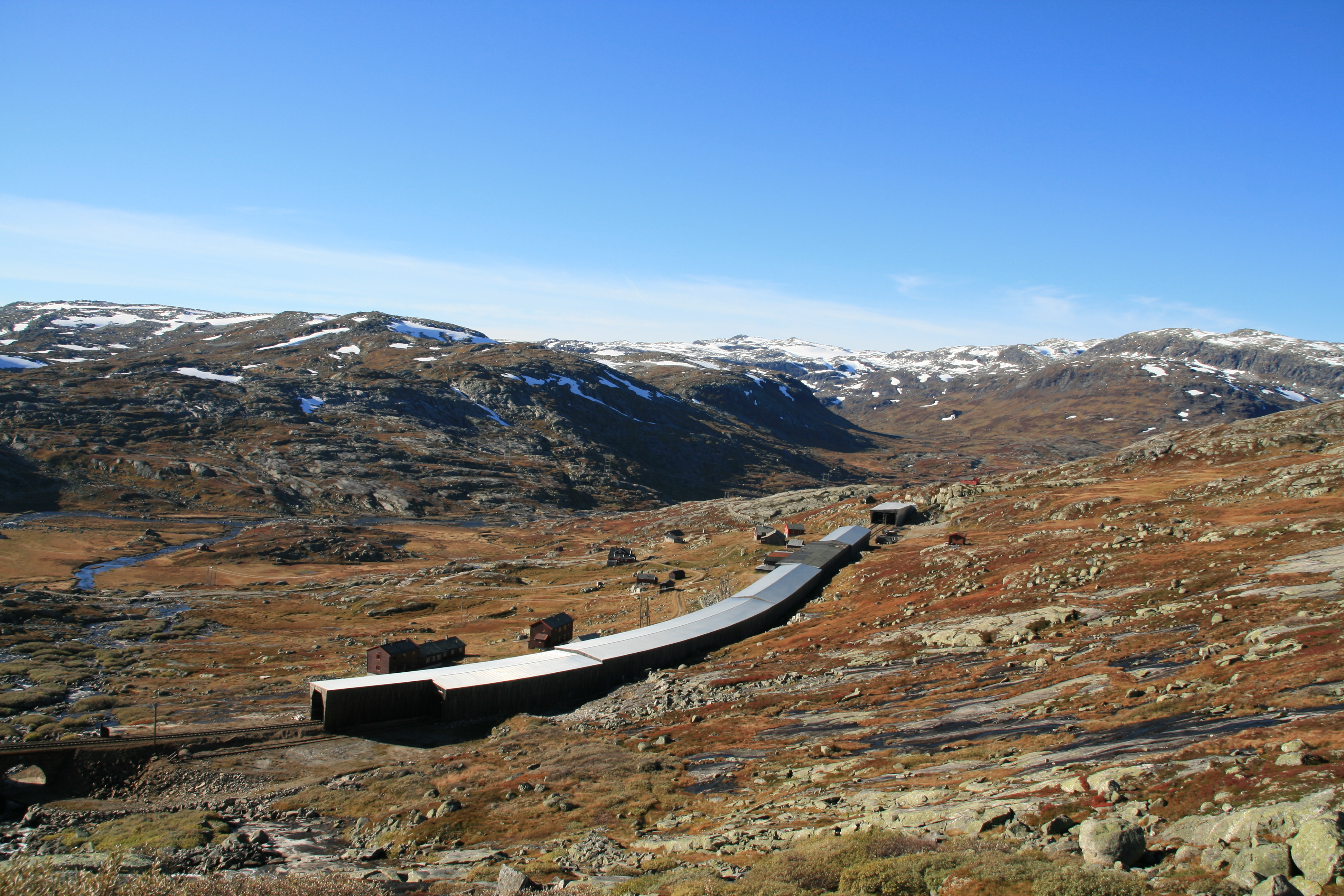
Schnee-Galerien in Hallingskeid: Vorne die 2011 abgebrannte Anlage, Blick Richtung Westen

Die Bergensbane verläuft abschnittweise im Hochgebirge über der Baumgrenze. Um die Trasse im Winter vor Schneeverwehungen zu schützen, verläuft sie dort zum Teil in Schneeschutz-Galerien, die traditionell aus Holz gebaut wurden.
Der Bahnhof Hallingskeid befindet sich auf der Hochebene Hardangervidda in einem unbesiedelten Gebiet ohne Straßenanschluss auf einer Höhe von ca. 1.110 m. Der Bahnhof ist nicht mit Personal besetzt. Die Bahnanlage besteht aus einem Durchfahrts- und einem Kreuzungsgleis. Beide Enden des Bahnhofsbereichs lagen jeweils in einer Schneeschutz-Galerie. Dazwischen gab es einen nicht eingehausten Bereich.:18, Abb. 28. Die östliche Galerie war etwa 500 m lang und verlief in einem Gleisbogen. Die Anlagen für den Personenverkehr (Warteraum und Toiletten) waren in dieses östliche Galeriebauwerk integriert.
Das Galeriebauwerk hatte vor dem Feuer von 2011 seit der Eröffnung der Strecke 1908 bereits vier Mal gebrannt: 1948, 1953, 1960 und 2008. Während die anderen Brände nur kleinere Schäden verursachten, brannte die Galerie 1960 komplett nieder und mit ihr auch das ursprüngliche Empfangsgebäude.
Am 16. Juni 2011 fuhr kurz nach 10 Uhr der mit 257 Reisenden besetzte Schnellzug Nr. 62 von Bergen nach Oslo auf den Bahnhof Hallingskeid zu. Er bestand aus den beiden Elektrotriebwagen 7310 und 7313 der Baureihe 73.:3 Ein Halt in Hallingskeid war planmäßig nicht vorgesehen, der Zug aber aufgrund einer Steigung der Strecke hier nur mit etwa 60 km/h unterwegs. Das Einfahrsignal zeigte „Fahrt frei“, das damit verbundene Vorsignal für das Ausfahrsignal des Bahnhofs „Freie Fahrt erwarten“.:5

## Unfallhergang
Die hölzerne Schneeschutz-Galerie östlich des Bahnhofs Hallingskeid hatte an ihrem östlichen Ende Feuer gefangen. Noch bevor Zug 62 die Schneeschutz-Galerie westlich des Bahnhofs befuhr, kam es zu einem Stromausfall, weil in der Hitze des Brandes die Oberleitung schmolz und riss. Der Zug rollte durch den zentralen Bahnhofsbereich. Aufgrund der örtlich begrenzten Sichtverhältnisse bemerkte der Triebfahrzeugführer erst nach Einfahrt in die östliche Galerie, dass deren Ostende brannte. Zugleich sprang das Ausfahrsignal auf „Halt“. Er leitete eine Schnellbremsung ein und überfuhr das Signal um etwa 5 m. Der Zug kam so etwa 100 m innerhalb der Schneeschutz-Galerie und 60 m vor der Brandstelle zum Stehen.:5 Der Triebfahrzeugführer konnte wegen des Stromausfalls den Zug nicht mehr zurücksetzen. Die Fahrgäste, unter denen sich auch Rollstuhlfahrer befanden, wurden evakuiert, während der Lokführer die Zugleitstelle anrief und diese über Stromausfall und Feuer informierte.

## Folgen

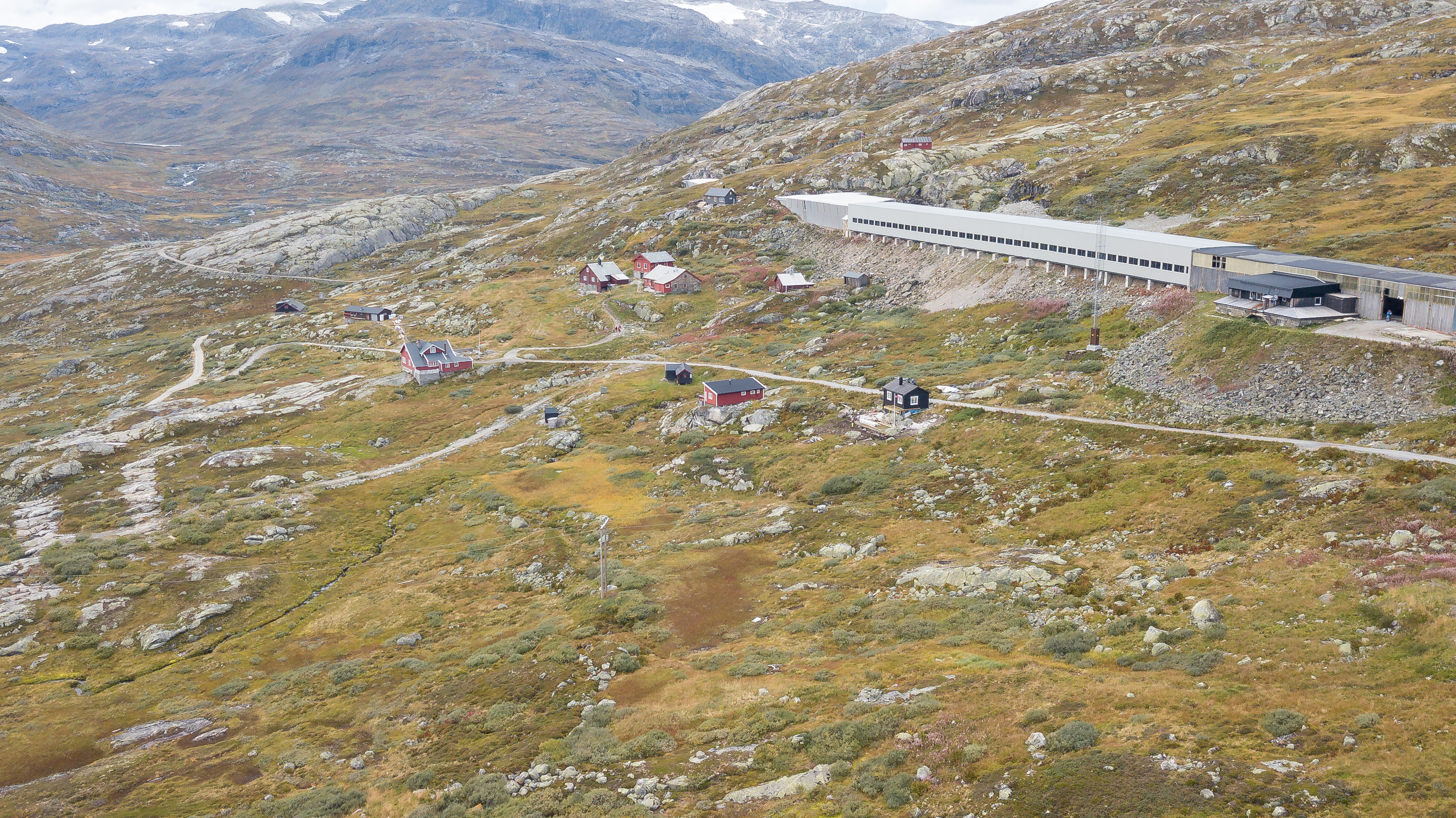
Neubau nach dem Brand: Ost- und West-Galerie sind nun verbunden, Blick Richtung Westen, rechter Bildrand: Empfangsgebäude

Fahrgäste wurden nicht verletzt. Das Feuer weitete sich aus, so dass auch die beiden Triebwagen vollständig ausbrannten. Das Gleis verformte sich in der Hitze, Weichen, Oberleitung und Kabel wurden erheblich beschädigt, die Galerie komplett zerstört. Da der Bahnhof so abgelegen ist, dauerte es sechs Stunden, bevor schweres Feuerwehr- und Bergungsgerät aus Voss herangeschafft werden konnte. Zwar wurde die Feuerwehr in Voss sofort alarmiert. Dort standen aber zunächst weder eine Lokomotive noch ein Lokomotivführer zur Verfügung, um einen entsprechenden Zug nach Hallingskeid zu fahren.:4f, 10 Einsatzkräfte und leichtes Gerät wurden bis dahin mit Hubschraubern an die Brandstelle geflogen. Das schwere Gerät und eine weitere Löschmannschaft kamen kurz nach 16 Uhr in Hallingskeid an und löschte das Feuer innerhalb von 20 Minuten. Die Fahrgäste wurden zunächst in zwei Touristen-Hütten am Bahnhof untergebracht. Um 12:45 stand eine Garnitur der Flåmsbana zur Verfügung, um sie zum Bahnhof Myrdal zu fahren, von wo aus sie nach Bergen zurückgebracht wurden.:10 Der Eisenbahnbetrieb konnte am 23. Juni 2011 – im Bahnhofsbereich von Hallingskeid zunächst eingleisig – wieder aufgenommen werden.
Der Schadensumfang belief sich auf 250 Mio. NOK, nach damaligem Umrechnungskurs etwa 25 Mio. €.
Eine Ursache dafür, warum die Schneeschutz-Galerie in Brand geriet, konnte die Unfalluntersuchungsbehörde Statens Havarikommisjon for Transport (SHT) nicht feststellen. Vermutet wurde, dass Schweißarbeiten im Bereich der Schneeschutz-Galerie am Morgen des 16. Juni das Feuer ausgelöst haben könnten.:4 Andererseits hatte noch um 9:16 Uhr ein Güterzug die Schneeschutz-Galerie passiert, ohne dass dessen Lokomotivführer etwas bemerkt hatte.:8
In Folge des Brandes sprach die SHT zwei Sicherheitsempfehlungen aus:
1. Die Jernbaneverket solle die Brandsicherheit von Schneeschutz-Galerien neu bewerten und
2. die Direktion für Katastrophenschutz als koordinierende Fachbehörde solle für eine angemessene Brandschutz- und Notfallvorsorge auch an unzugänglichen Stellen des norwegischen Eisenbahnnetzes sorgen.

Die für Eisenbahninfrastruktur zuständige Jernbaneverket entschloss sich daraufhin, alle hölzernen Schneeschutz-Galerien auf der Bergensbane, einschließlich derer auf der Flåmsbana, durch Stahlskelettbauten zu ersetzen.